# Aketi
Aketi – miasto w Demokratycznej Republice Konga, w prowincji Dolne Uele. W 2010 liczyło 40 507 mieszkańców.